# Spirale récessionniste
 (mai 2015).
Si vous disposez d'ouvrages ou d'articles de référence ou si vous connaissez des sites web de qualité traitant du thème abordé ici, merci de compléter l'article en donnant les références utiles à sa vérifiabilité et en les liant à la section « Notes et références ».
Une spirale récessionniste est un phénomène économique où une récession, c'est-à-dire une baisse continue de la croissance, s'accentue ou se maintient elle-même.

## Concept
Lors d'une crise économique, une baisse de la croissance qui se prolonge provoque une récession économique. Cette dernière rend possible, notamment, une augmentation du chômage. La spirale peut s'enclencher à ce moment-là à travers plusieurs canaux.
Le premier est celui de la baisse des salaires. Théoriquement, en l'absence de rigidités sur le marché du travail, une augmentation du chômage entraîne une baisse des salaires. Cela entraîne une chute de la consommation ; or, devant une baisse de la demande anticipée ou de la demande effective, les entreprises dégagent moins de bénéfices. Elle n'augmentent plus les salaires, ce qui empêche à la demande de repartir à la hausse, et donc de sortir de la spirale. Une politique de relance par la consommation peut alors être envisagée.
Le deuxième est celui du défaut de paiement et de la charge de la dette. La spirale récessionniste est entraînée par une chute de la demande et de l'investissement. Or, une augmentation de la dette, mue par le besoin des agents économiques de bénéficier de liquidité afin de se relancer, peut elle-même causer une spirale récessionniste. Le déficit public peut alors être nécessaire en ce qu'il permet de reconstituer l'épargne des entreprises et des individus. Cela est arrivé à la Russie lors de sa transition vers l'économie de marché.
Le troisième est une extension du deuxième. Il s'agit de la déflation par la dette. Dans le cas d'une déflation, c'est-à-dire d'une baisse généralisée des prix, le coût relatif de la dette contractée par les particuliers et les entreprises augmente. La rembourser requiert une part plus importante du revenu ou des bénéfices, ce qui réduit d'autant la consommation ou l'investissement. L'économie peut s'enfoncer dans une spirale dès lors que l'inflation ne redémarre pas, ou que les dettes ne sont pas effacées.
A tout moment d'une spirale récessionniste, l'État peut soutenir l'activité ou au contraire la déprimer. Si la puissance publique se voit dans l'obligation de laisser filer le déficit, et que le surplus d'activité économique permis par son endettement ne permet pas de stimuler à nouveau l'économie, alors elle devra à terme augmenter les impôts, ce qui déprimera l'économie (voir Théorie de l'équivalence néo-ricardienne).
La sortie de la spirale récessionniste stimule généralement les bénéfices et la demande, qui augmentent à nouveau et permettent de remettre l'économie en état de bon fonctionnement.